# Instrumentologia

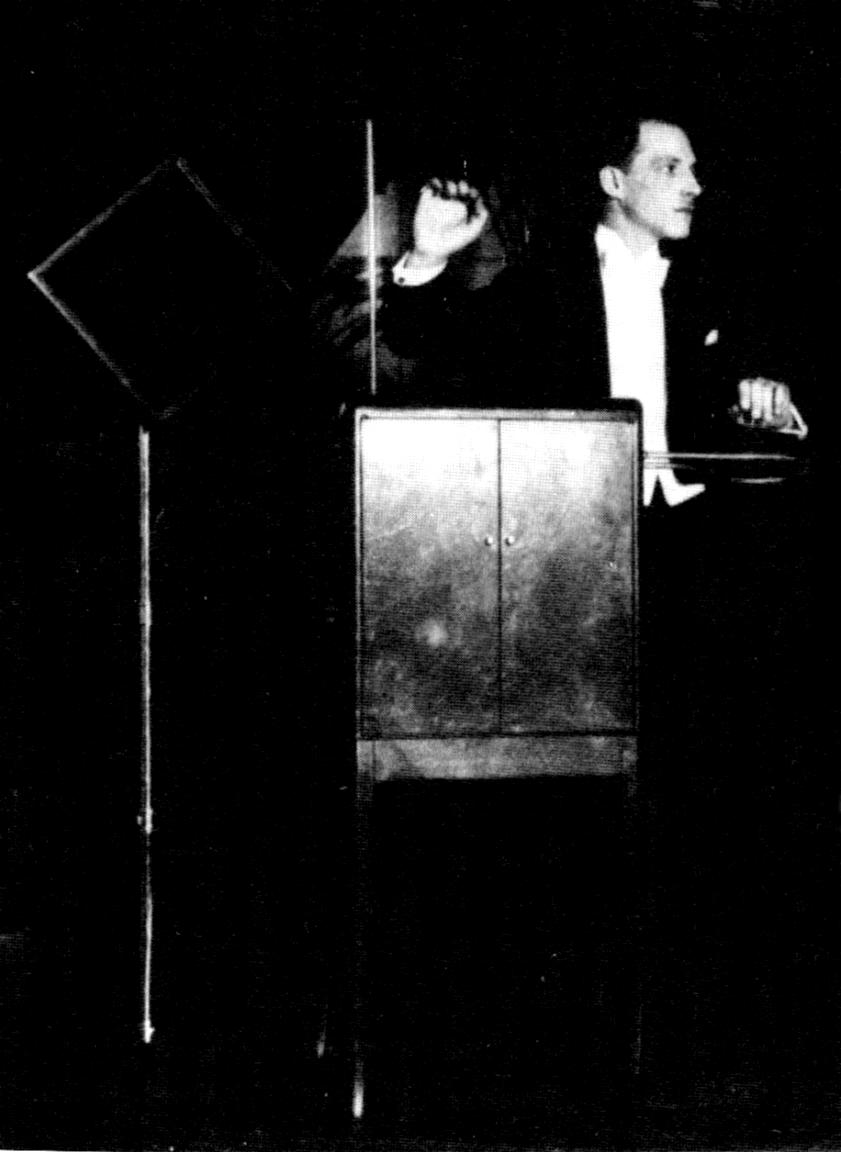
Lew Termen, 1924

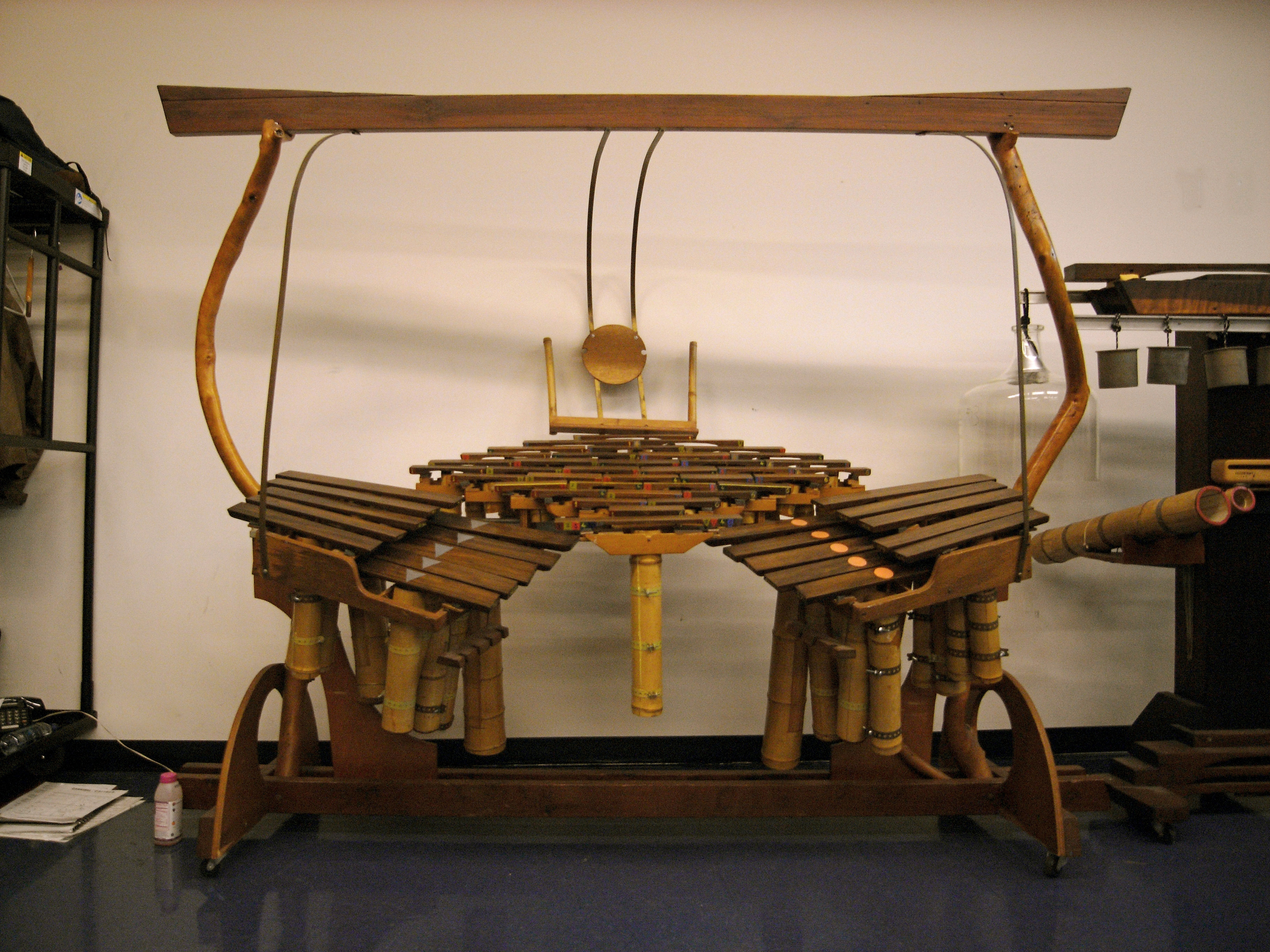
Quadrangularus Reversum, Harry Partch ±1960

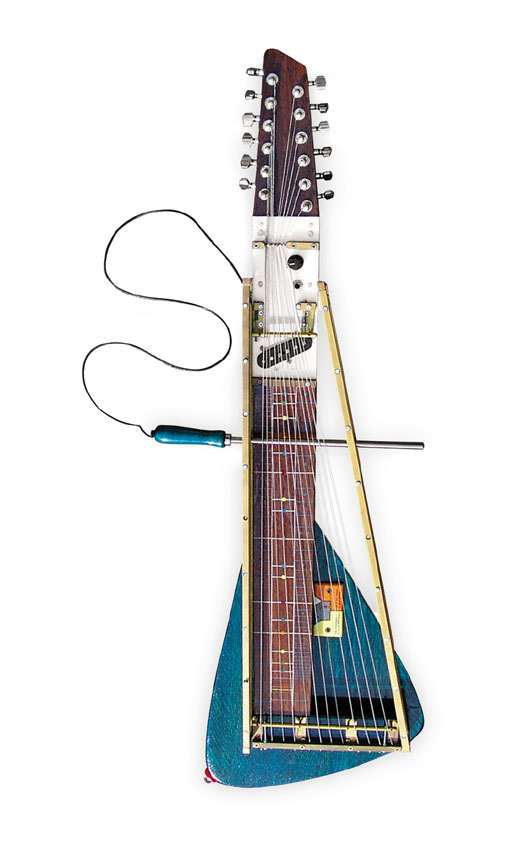
Moodswinger, Yuri Landman, 2006

Instrumentologia, inaczej organolologia – dział muzykologii, którego przedmiotem jest historia instrumentów muzycznych, rozwój ich konstrukcji, właściwości akustycznych i odtwórczych, technologia wytwarzania oraz klasyfikacja.
Instrumentologia wyodrębniła się jako samodzielna gałąź nauki w drugiej połowie XIX wieku. Prekursorami instrumentologii są Victor-Charles Mahillon, Georg Kinsky i Curt Sachs.
Polscy instrumentolodzy: Adolf Chybiński, Andrzej Panufnik, Zdzisław Szulc, Józef Reiss, Jadwiga Sobieska, Marian Sobieski, Włodzimierz Kamiński, Jerzy Gołos, ks. Jan Chwałek, Jerzy Erdman, Maria Szymanowicz,  Beniamin Vogel.
W 1984 roku powołana została na Katolickim Uniwersytecie Lubelskim Jana Pawła II Katedra Instrumentologii, w ramach Instytutu Muzykologii (obecnie Instytut Nauk o Sztuce).